# Ceratocorys indica
Ceratocorys indica is een soort in de taxonomische indeling van de Myzozoa, een stam van microscopische parasitaire dieren. Het organisme komt uit het geslacht Ceratocorys en behoort tot de familie Ceratocoryaceae. Ceratocorys indica werd in 1963 ontdekt door Wood.